# Sainte-Marie-Cappel
Sainte-Marie-Cappel é uma comuna francesa na região administrativa de Altos da França, no departamento do Norte. Estende-se por uma área de 7.56 km². Em 2010 a comuna tinha 900 habitantes (densidade: 119 hab./km²).